# Colonia artística de Cos Cob

John Henry Twachtman - Deserted Wharf (The Old Mill at Cos Cob) - 1900 - Cleveland Museum of Art

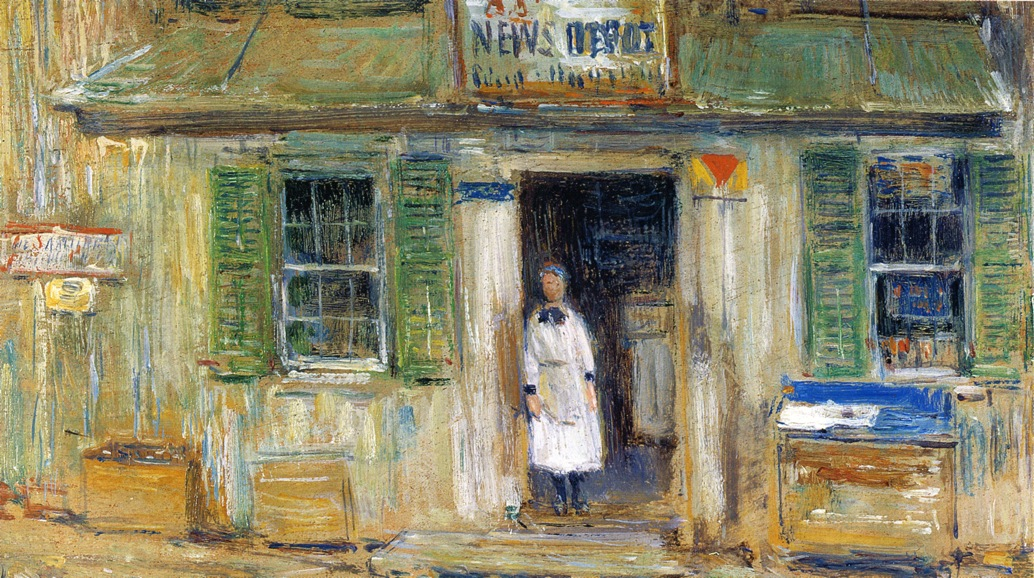
Childe Hassam - News Depot, Cos Cob (1912)

La colonia artística de Cos Cob fue un grupo de artistas, muchos de ellos impresionistas estadounidenses, que se reunían durante los meses de verano en el pueblo costero de Cos Cob y sus alrededores, en el condado de Greenwich, Connecticut, desde alrededor de 1890 hasta alrededor de 1920.
En una referencia en broma a su predilección por pintar vistas de la arquitectura vernácula, el miembro del grupo Childe Hassam apodó a la colonia de arte "la Escuela Artística de casas de madera de Cos Cob".

## Historia
Los artistas habían estado yendo a Greenwich a pintar desde la década de 1870, pero la colonia artística comenzó a formarse cuando John Henry Twachtman se instaló en Greenwich en 1889. La ciudad estaba a solo un corto viaje en tren de la ciudad de Nueva York, pero conservaba un carácter rural que atraía a los artistas. Muchos de los amigos de Twachtman vinieron a visitarlo a su casa; entre ellos estaban Childe Hassam, J. Alden Weir, Theodore Robinson, Henry Fitch Taylor y Robert Reid. Para estancias más prolongadas, se alojaban en la Holley House (ahora conocida como Bush-Holley House), un antiguo almacén de sal con vistas al pequeño puerto de Cos Cob.
Durante el invierno, Twachtman y Weir daban clases en la Art Students League de Nueva York . Probablemente a partir de 1890, Twachtman estableció clases de arte en verano en Cos Cob; Weir enseñó con él en 1892 y 1893. Muchos de los alumnos de verano estaban inscritos en la Art Students League. Entre los artistas que visitaron Cos Cob por primera vez como alumnos de verano estaban Elmer Livingston MacRae, Ernest Lawson, Allen Tucker, Charles Ebert, Mary Roberts Ebert, Alice Judson y Genjiro Yeto.
Otros artistas asociados con la colonia artística de Cos Cob incluyen a Leonard Ochtman, Mina Fonda Ochtman, Dorothy Ochtman, Edward Clark Potter, Emil Carlsen, George Wharton Edwards y Kerr Eby. La colonia también incluía a muchos escritores y editores, incluidos Lincoln Steffens y Willa Cather.
Los miembros de la colonia artística de Cos Cob estuvieron profundamente involucrados en la organización del Armory Show, la exposición que en 1913 presentó el arte europeo moderno a una gran audiencia estadounidense. La colonia formó su propia organización local en 1911. La Sociedad de Artistas de Greenwich (ahora Sociedad de Arte de Greenwich) que realizó su primera exposición en 1912 en el Museo Bruce, que se abrió al público por primera vez en esa ocasión.

## Galería

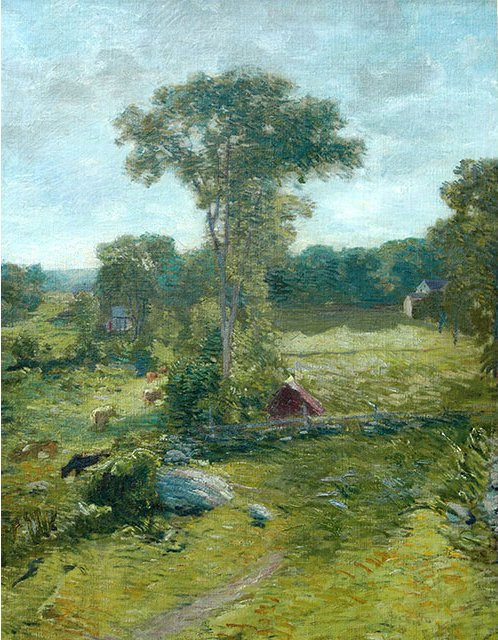
'The Spring House, Windham' by J. Alden Weir
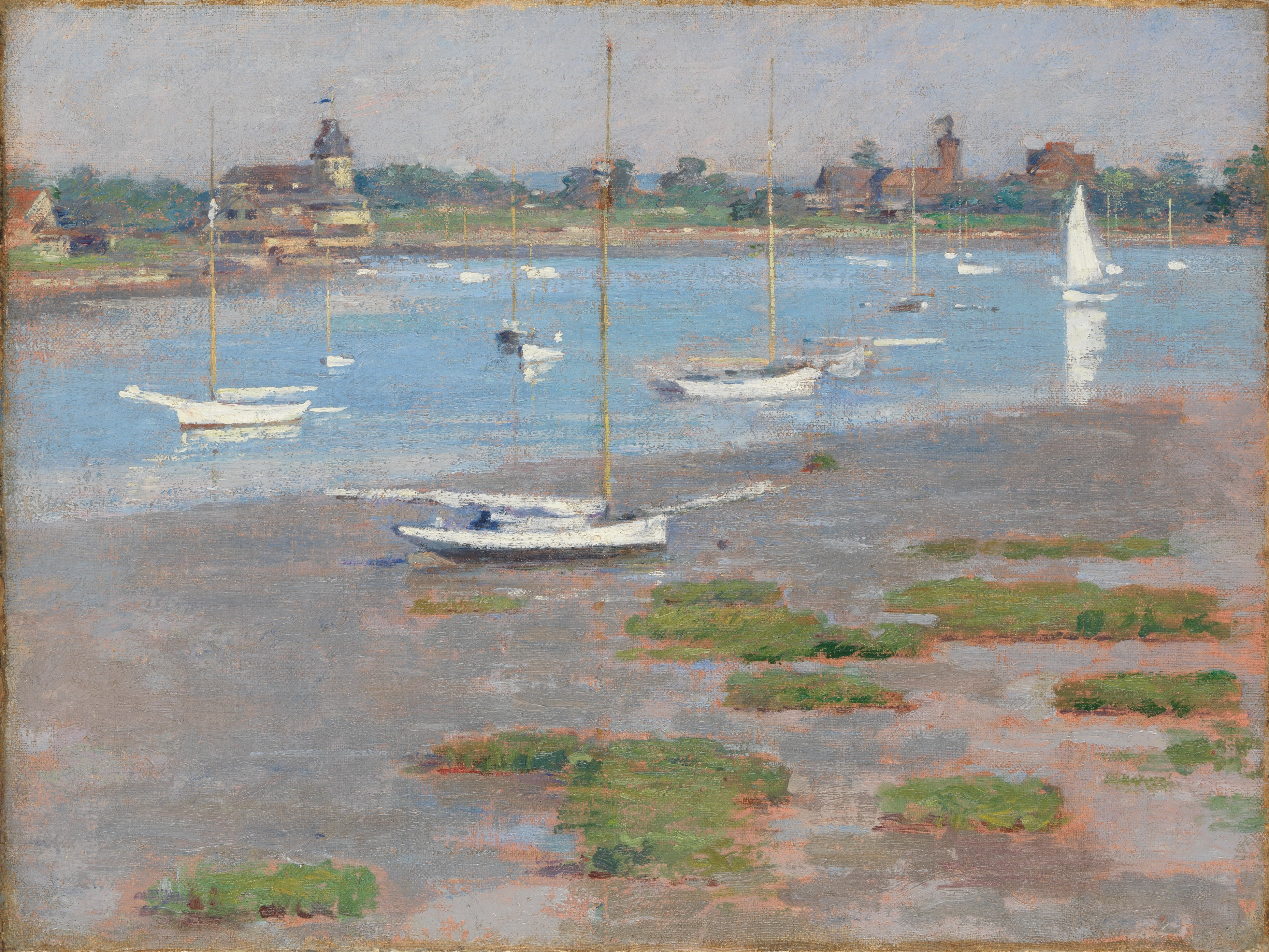
Theodore Robinson - Low Tide, Riverside Yacht Club (1894)
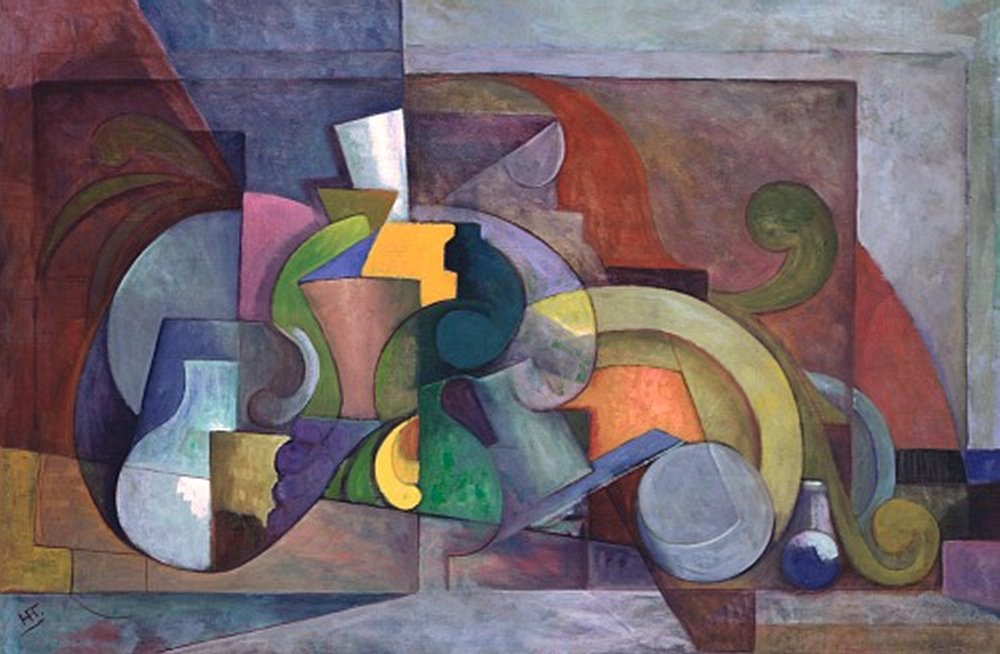
Untitled Musical Abstraction by Henry Fitch Taylor, ca. 1910s
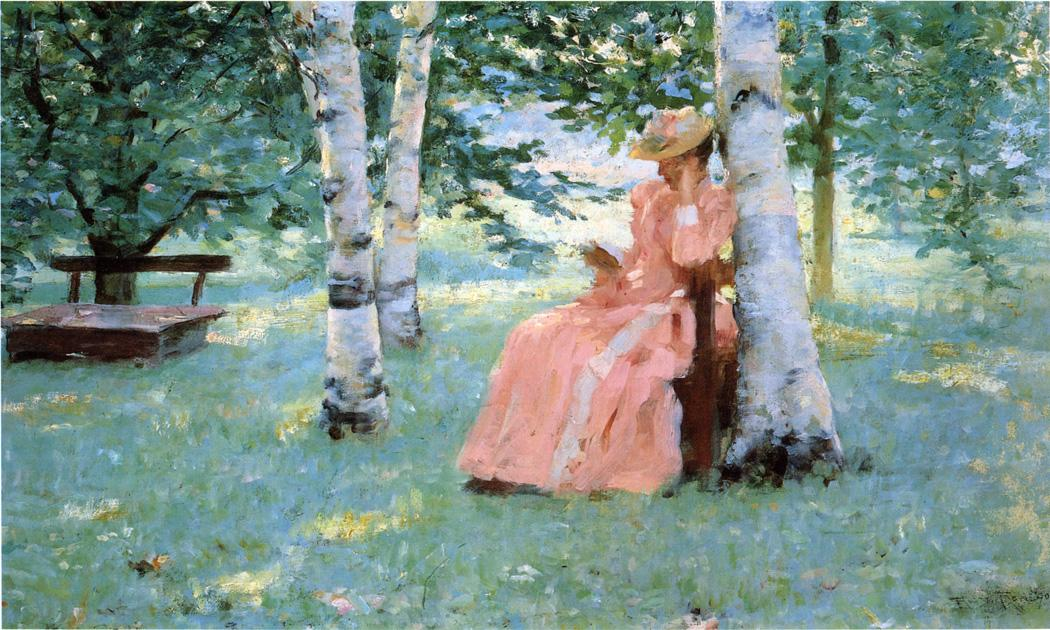
Reid Robert Lewis Reverie
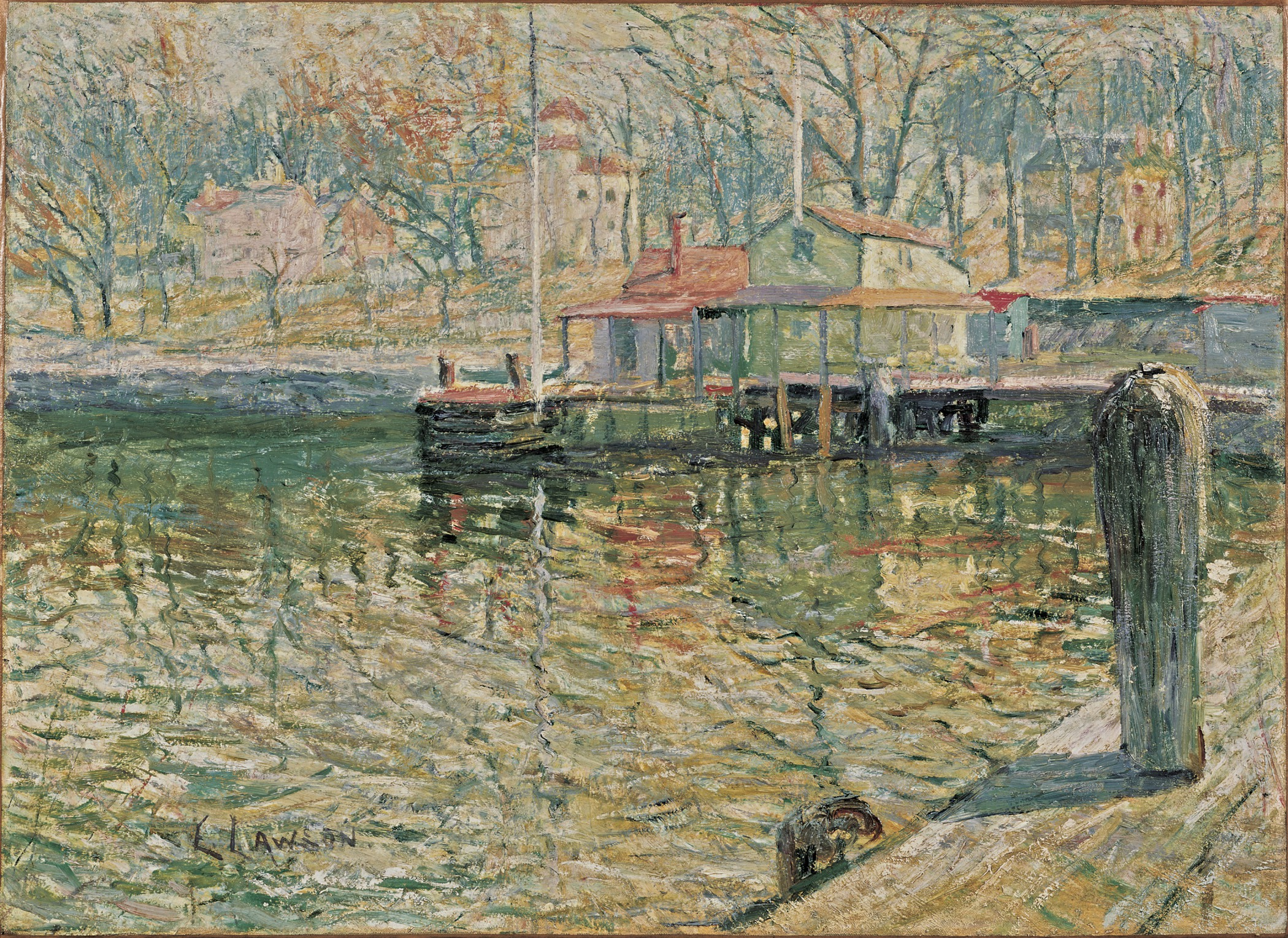
Ernest Lawson - The Boat House
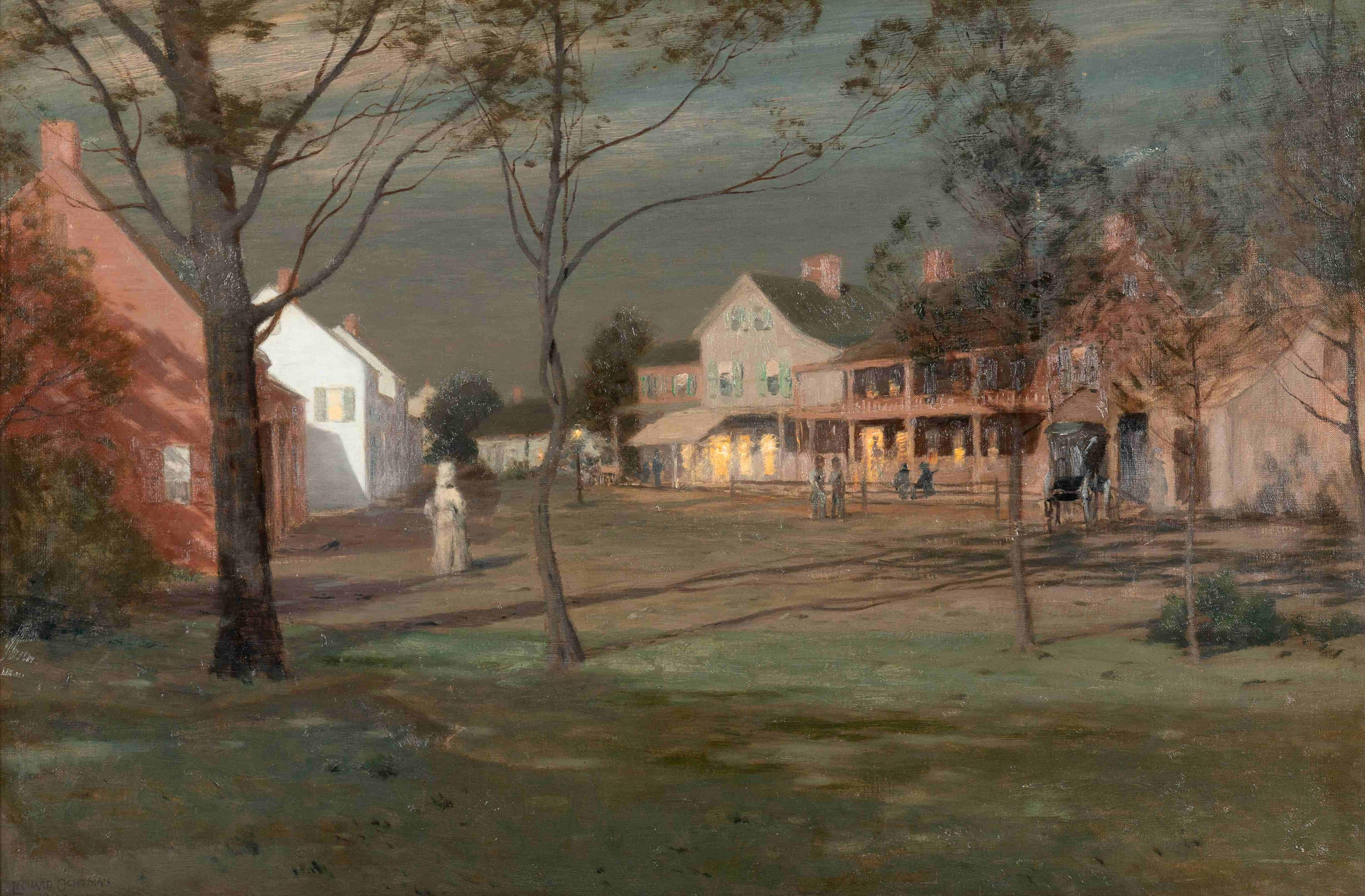
Moonlight by Leonard Ochtman, 1894
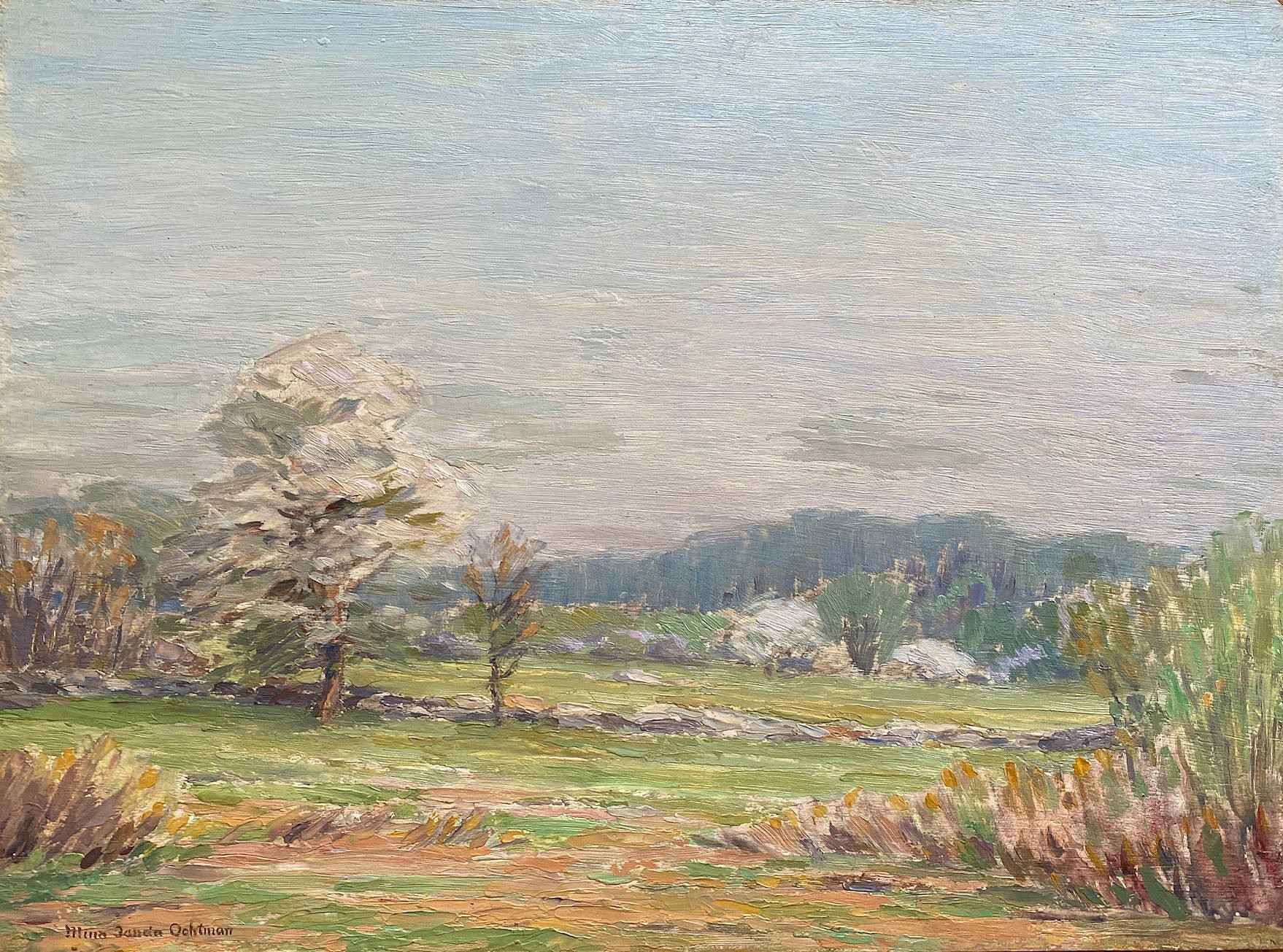
Apple Blossoms, Greenwich by Mina Fonda Ochtman
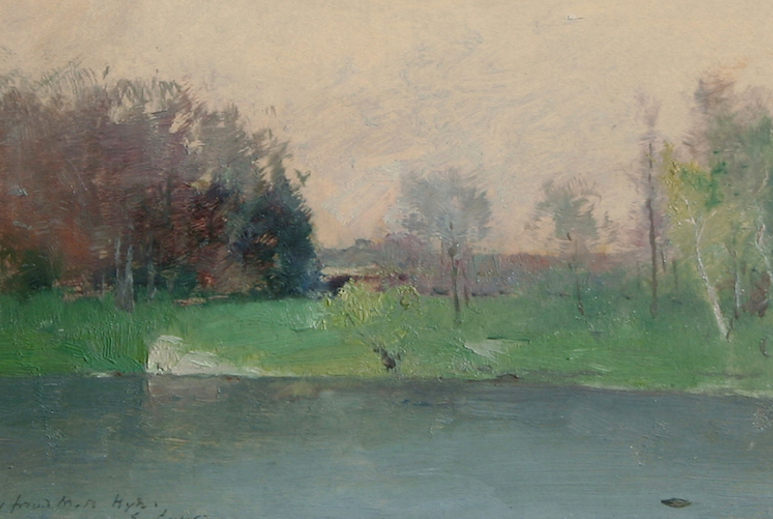
'Lake Scene' by Emil Carlsen, 1890
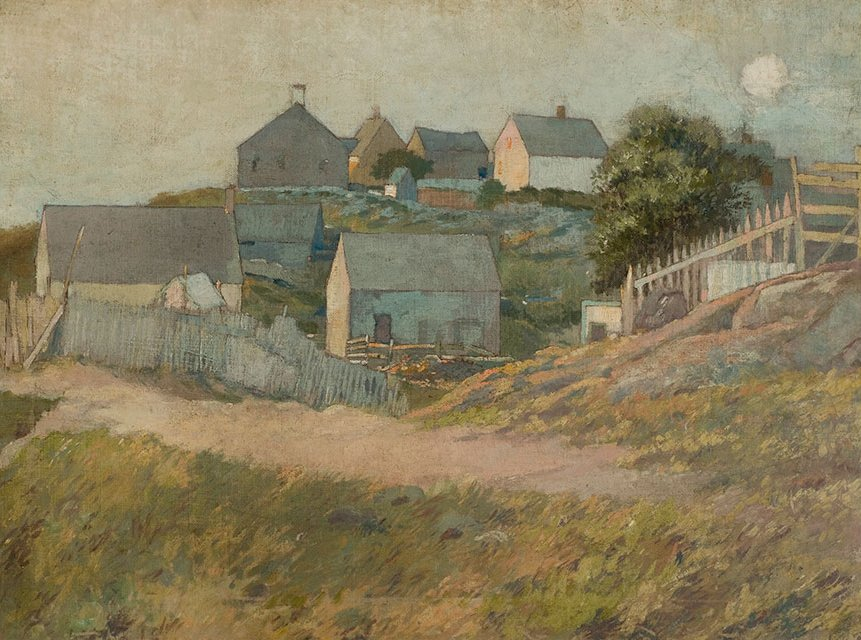
Farmhouses on Monhegan Island by George Wharton Edwards
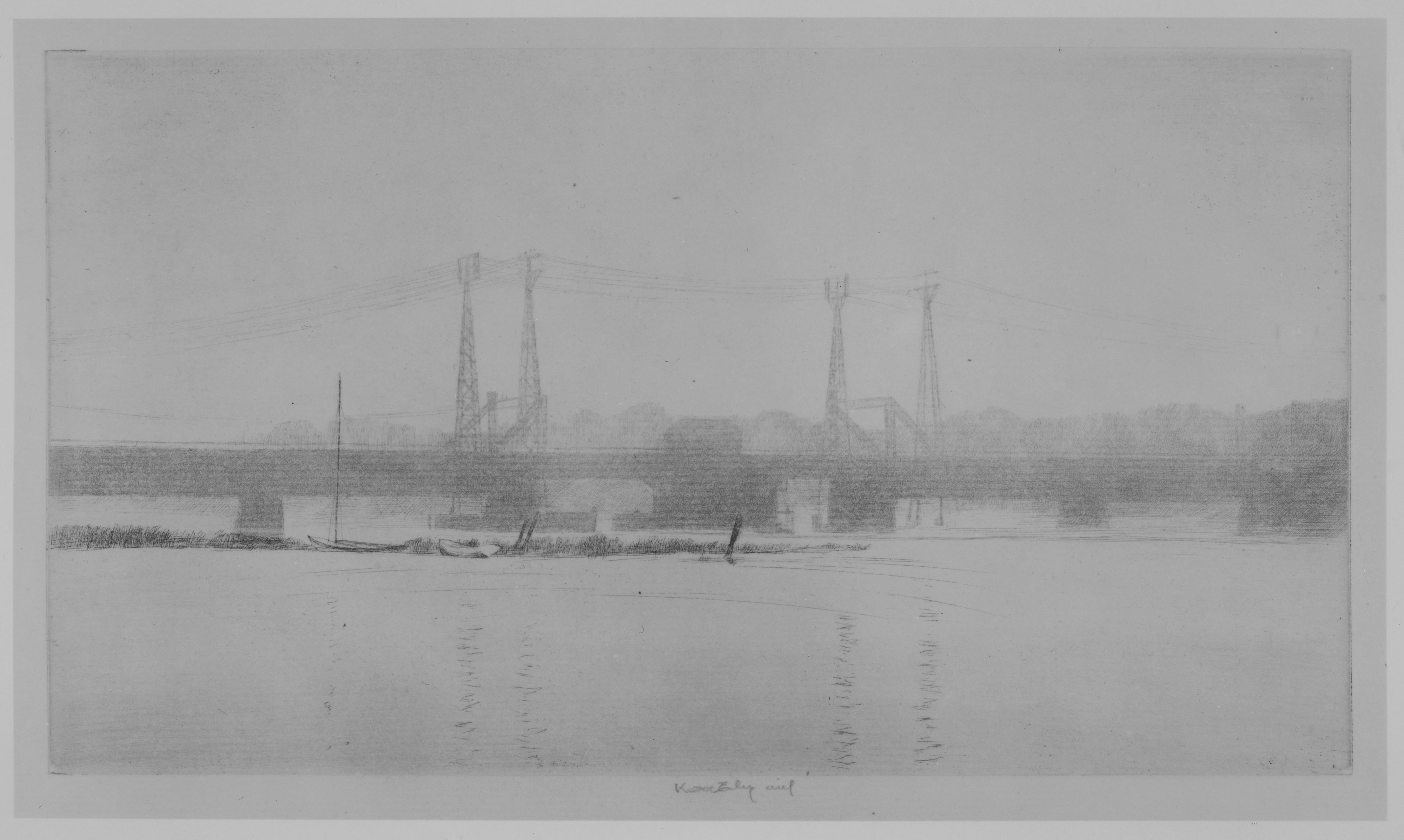
Kerr Eby - Railroad Bridge, Connecticut MET

- Datos: Q5173827